# Arno (reka)
Arno je reka v italijanski deželi Toskana v Italiji. Je najpomembnejša reka osrednje Italije za Tibero.

## Izvir in potek
Reka izvira na gori Falterona na območju Casentina v Apeninih in na začetku teče proti jugu. Reka se obrne proti zahodu v bližini Arezza, teče skozi Firence, Empoli in Piso in se izlije v Tirensko morje, točneje v Ligursko morje v Marini di Pisa.
Reka je dolga 241 km in je največja reka v deželi. Ima veliko pritokov: Sieve dolga 60 km, Bisenzio 49 km, Era, Elsa, Pesa in Pescia. Povodje je več kot 8200 km², povprečni pretok 100 m³ / s in zbira vode naslednjih podpodročij:
- Casentino, v pokrajini Arezzo, ki tvori zgornji tok reke, dokler se ne združi s kanalom Maestro della Chiana.
- Val di Chiana, planota, izsušena v 18. stoletju; Chiana je bila do takrat močviren pritok Tibere.
- Zgornja Valdarno, dolga dolina, ki meji na vzhodu z masivom Pratomagno in na zahodu s hribi okoli Siene.
- Kotlina Sieve, ki teče neposredno v Arno pred Firencami.
- Srednja Valdarno, s planoto s Firencami, Sesto Fiorentino, Prato in Pistoia.
- Spodnja Valdarno z dolino pomembnih pritokov, kot so Pesa, Elsa in Era in v kateri se Arno blizu Pontederija izliva v Ligursko morje. Reka ima zelo spremenljiv izpust, ki sega od približno 6 m³/s do več kot 2000 m³/s. Ustje reke je bilo nekoč blizu Pise, zdaj pa je nekaj kilometrov zahodneje.

Prečka Firence pod mostom Ponte Vecchio in mostom Santa Trinita (ki ga je zgradil Bartolomeo Ammanati, in navdihnil Michelangela). Reka je to mesto v zgodovinskih časih redno poplavljala, nazadnje leta 1966, s 4500 m³/s po padavinah 437,2 mm v Badia Agnano in 190 mm v Firencah, v samo 24 urah.
Pred Piso, Arno v La Botteju prečka Cesarski kanal. Ta vodni kanal poteka pod Arnom skozi predor in služi za odtekanje nekdanjega območja Lago di Bientina, ki je bilo nekoč največje jezero v Toskani pred njegovo izsušitvijo.
Pretok Arno je nepravilen. Včasih je opisano, da ima pretirano hudourniško obnašanje, saj lahko v nekaj dneh zlahka preide iz skoraj suhega do poplav. Na točki, kjer Arno zapusti Apenine, se meritve pretoka lahko gibljejo med 0,56 in 3.540 m³/s. Novi jezovi, zgrajeni ob vznožju Firenc, so v zadnjih letih zelo olajšali problem.
Poplava 4. novembra 1966 je porušila nasip v Firencah. Umrlo je vsaj 40 ljudi in poškodovalo ali uničilo milijone umetniških del in redkih knjig. Nove tehnike ohranjanja so bile navdihnjene zaradi katastrofe, a celo desetletja kasneje več sto del še čaka na obnovo.

## Etimologija
Iz latinskega Arnus (Plinij, Zgodovina 3.50). Filolog Hans Krahe je povezal ta toponim na paleoevropski osnovi *Ar-n-, ki izhaja iz proto-indoevropskega korena *er- (teči, premikati se).

## Galerija
- Arno v Firencah
- Arno v Pisi blizu Ponte della Fortezza
- Obrežje Arna iz Ponte Vecchio, Firence
- Ustje Arna v Marina di Pisa
- Arno v Firencah
- Ponte Amerigo Vespucci